# تنفي

تعديل مصدري - تعديل

تنفي هي إحدى قرى عزلة القارة بمديرية رصد التابعة لمحافظة أبين، بلغ تعداد سكانها 102 نسمة حسب تعداد اليمن لعام 2004.